# Makoto Rindo
Makoto Rindo (林堂 眞 Rindo Makoto?), född 21 november 1989 i Osaka prefektur, är en japansk fotbollsspelare.
Rindo började sin karriär 2012 i Ventforet Kofu. 2013 flyttade han till Gainare Tottori. 2014 flyttade han till Ehime FC. Han spelade 185 ligamatcher för klubben.